# Clariana (Argensola)
Clariana es una localidad perteneciente al municipio de Argensola, en la provincia de Barcelona, España.